# グリセミック指数
グリセミック指数 (英: glycemic index) とは、食品ごとの血糖値の上昇度合いを間接的に表現する数値である。1981年にデヴィッドJ.ジェンキンズらが、食品による血糖値の上がり方の違いを発見し提唱した。グリセミック・インデックスまたはGI値とも表現される。後に、炭水化物の量も考慮したグリセミック負荷が考案されている。

## 測定基準
食品の炭水化物50グラムを摂取した際の血糖値上昇の度合いを、ブドウ糖（グルコース）を100とした場合の相対値で表す。血糖値の時間変化をグラフに描き、その曲線が描く面積によってGI値を計算する。
GI値＝「試料」摂取時の血糖値上昇曲線の面積/「ブドウ糖」摂取時の血糖値上昇曲線面積 × 100
基準試料（この場合はブドウ糖）が異なればGI値は当然変化する。欧米では主食である白パン、日本では米飯が基準となることがある。どちらも糖質を多く含み、精製されているため血糖値が上昇しやすい食品である。
上昇速度やピーク値は低くても、長時間血糖値が上がる食品は面積が多くなりGI値が高くなる。
また、砂糖のように急激に高い血糖値へ上昇し、大量のインスリンを分泌し、速やかに下降するような試料は面積が小さくなりGI値は低くなる。
つまりGI値は、血糖値の急上昇によるインスリンの過剰分泌と急降下、及びピーク値の影響度合を表現できない値と言える。
当然ながら健常者で測定しているデータは糖尿病患者には参考にならない。（ただし糖尿病患者を対象とした研究もある）
一般的にグルコースを多い割合で含む食品ほど血糖値が急上昇しやすくGI値が高くなる傾向にある。同時に水分を摂取すると小腸へ素早く移動するため上昇しやすい。逆に、タンパク質や脂質、食物繊維を多く含む食品は血糖値が緩やかに上昇して下降しにくい傾向になり、いわゆる腹持ちの良い状態になる。これは、胃に滞留しやすくなったり、障害物となって小腸からの吸収を遅延させるためである。
グリセミック指数は食品単品での測定であるが、実際の食事では複数の食材や調理法を組み合わせるため血糖値の上昇度合いが大きく変化する。例えば、茹でたジャガイモ、フライドポテト、肉ジャガではグリセミック指数が大きく異なる。また、肉や魚などの「食べる順番」によってインクレチンの分泌パターンが変化し、血糖値の上昇度合いが変化するため、やはり食事全体のバランスが重要である。
GI値は一食分あたりではなく「炭水化物50gあたり」の試料で比較するため、比較試料の重量にも気を付けるべきである。具体的には、ウドン約88g、ソバ約70g、砂糖50g、スイカ約660gを比較することになる。炭水化物の非常に少ない肉類などは実質的に測定不可能である。例えば豚モモ肉は100gあたり炭水化物量が0.2gのため、およそ25kg摂取しなければ測定できない。絹ごし豆腐は100gあたり炭水化物が2gなので、おおそ2.5kg摂取しなければ測定できない。インターネット上では基準試料を表示せず、他のサイトから引用した不正確な値を掲載しているサイトが多々見受けられるため注意が必要である。
| 分類 | GI値    | 例                                                                                 |
| ---- | ------- | ---------------------------------------------------------------------------------- |
| 低GI | 55以下  | ほとんどの果物及び野菜、豆類、全粒穀物, ナッツ、フルクトース及び低炭水化物製品     |
| 中GI | 56 - 69 | 全粒粉製品、バスマティ、サツマイモ、砂糖（スクロース）                             |
| 高GI | 70以上  | ジャガイモ、スイカ、白パン、白米、コーンフレーク、シリアル、グルコース、マルトース |

精製された砂糖であるグラニュー糖のGI値は60前後であり、グルコースより低い。グラニュー糖の主成分の蔗糖（スクロース）はグルコースとフルクトース（果糖）からなる二糖類である。グルコースは血糖値を急激に上昇させるが、残り半分のフルクトースは吸収されても血糖値を上げにくい。糖新生を除き、フルクトースは少量しかグルコースに変換されない。果物は一般的に糖分が多いが、その糖分の多くはフルクトースであるので、グルコース単体に比べて果物のGI値は低くなる傾向にある。

## 健康
いくつかの研究結果でGI値の低い食べもので食生活を組み立てた場合に2型糖尿病と心臓病のリスクが低くなると報告された。国際糖尿病連合は、糖尿病の治療には低いグリセミック指数の食品を挙げており、これは全粒穀物などがあてはまる。
炭水化物を摂取すると小腸でグルコースに分解され、大量のグルコースが体内に吸収される。体内でのグルコースは、エネルギー源として重要である反面、高濃度のグルコースはそのアルデヒド基の反応性（メイラード反応）が高く、生体内のタンパク質と反応して生体に有害な作用をもたらすため、インスリンの分泌により体内の血糖濃度が常に一定範囲に保たれている。この唯一のインスリンによる血糖調整機構が破綻すると高血糖による生体組織とのメイラード反応により糖尿病性神経障害・糖尿病性網膜症・糖尿病性腎症の微小血管障害、つまり糖尿病合併症を発症する。このように、GI値、インスリン、血糖値、糖尿病はそれぞれ密接な関係にある。
18-20歳の女子学生を対象に食事の調査を行ったところ、食事のGI値が高い群ほどBMI（肥満の程度を表す値）が高くなり、食物繊維の摂取が多い群ほどBMIの値が低い結果が得られたとの報告がある。
システマティック・レビューは高いGIの食品が、ニキビの有病率と重症度を増加させることを裏付ける確かな証拠があることを見出した。

## 低インスリンダイエット
米国発祥のダイエット方法（シュガーバスター）に類似する。
食後、血糖値上昇に伴って膵臓から分泌されるインスリンによって糖質がエネルギー（グリコーゲン）として体内に取り込まれるが過剰な糖質は、肝臓や筋肉での貯蔵可能量を超えると体脂肪として蓄えられるため、血糖値の上昇が穏やかな低いGI値の食品を選んで摂ることで体内脂肪を減らし、体重の減量を図る方法である。
ただし次の点を注意しながらその方法を充分理解した上で実施する必要がある。
- 低いGI値の食品であっても、摂取量が多ければ結局血糖値の急上昇に伴うインスリンの過剰分泌とエネルギーの過剰摂取になり、体脂肪の蓄積を誘発する。理論上、食品を選べばいくら食べても平気では決してなく、あくまでも今までの摂取量は増減せずに中身を低GI値の食材に入れ替えることである。また運動しなくても良いとされる場合は、極端な肥満者で運動が困難な場合であり、その場合にはむしろ運動をしない方が身体的な怪我のリスクも軽減できるので好ましいが運動が可能な場合には当然運動を併用した方が効果的である。
- 各研究機関が発表している GI値にはカロリーと同様にばらつきがある。さらに測定方法自体が先行研究と異なっている値を発表している場合もある(食品の糖質含有量ではなく、食品そのもの 100 g(又は50g)をブドウ糖 100 g(又は50g)と比較した数値を発表している研究機関もある)。
- GI値のみに注目して必須の栄養素の摂取量が減少してしまえば、むしろ健康状態に少なからぬ悪影響を与える為、GI値は低ければ良いのではなく、穀物・野菜・果物等々といった分類別に各々低GI食品を選んでバランス良く摂取すべきである。

また低炭水化物ダイエットやアトキンス式ダイエットと混同してはならない。これらはGI値については触れておらず、ただ単に食後血糖値を低くさせる目的から炭水化物（糖質）摂取量を制限した方法であることから現在のところダイエット効果の科学的根拠に乏しいとされることもある。米国で低炭水化物ダイエット（アトキンス式ダイエット）の是非の論争があり、結論が出るに至らなかったことから、2001年に米国農務省から「科学的根拠に乏しい」と結論付けが発表された経緯がある。